# Catena Chaberton-Tabor-Galibier
La Catena Chaberton-Tabor-Galibier è un massiccio montuoso delle Alpi Cozie (Alpi del Moncenisio). Si trova in Francia (dipartimenti delle Alte Alpi e della Savoia) ed in misura minore in Italia (provincia di Torino). Prende il nome dalle tre montagne più significative: il Monte Chaberton, il Monte Thabor ed il Grand Galibier.

## Collocazione
]

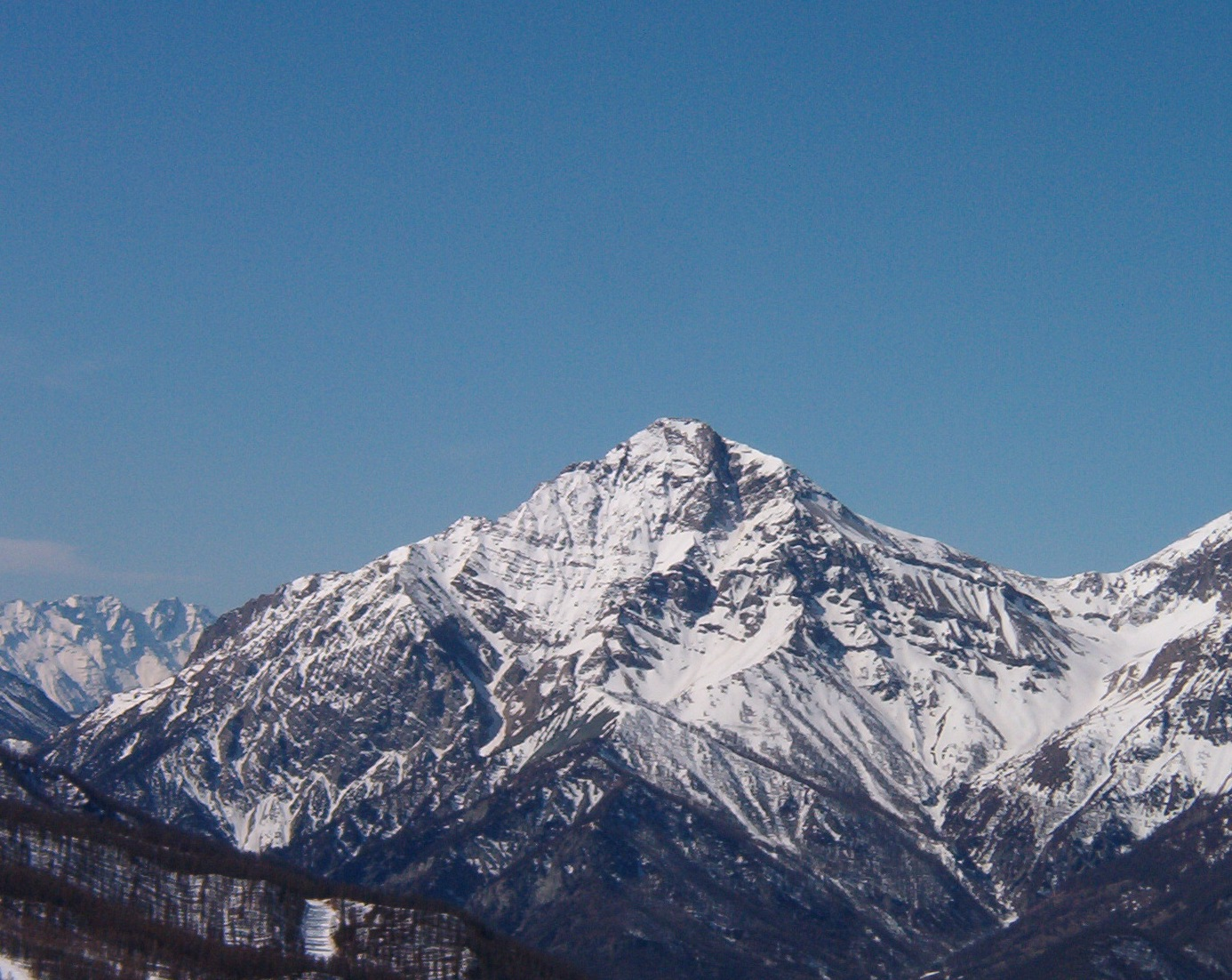
Monte Chaberton

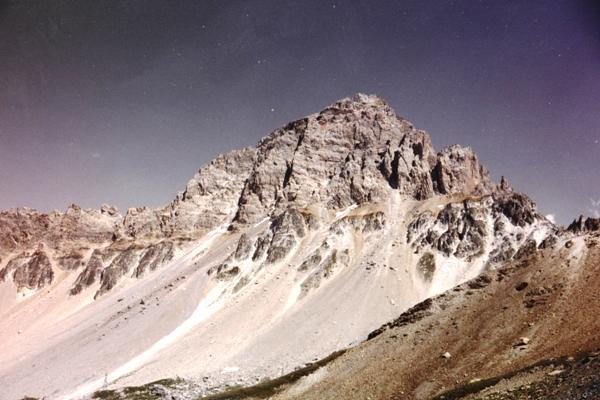
Il Grand Galibier.

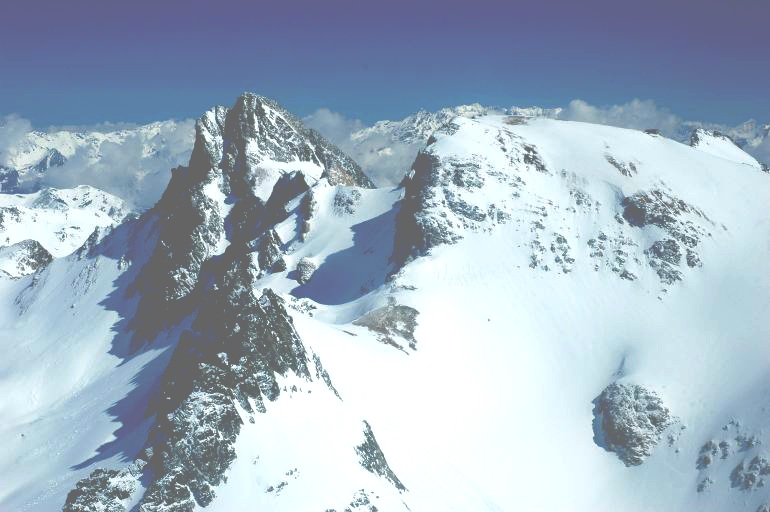
Monte Tabor

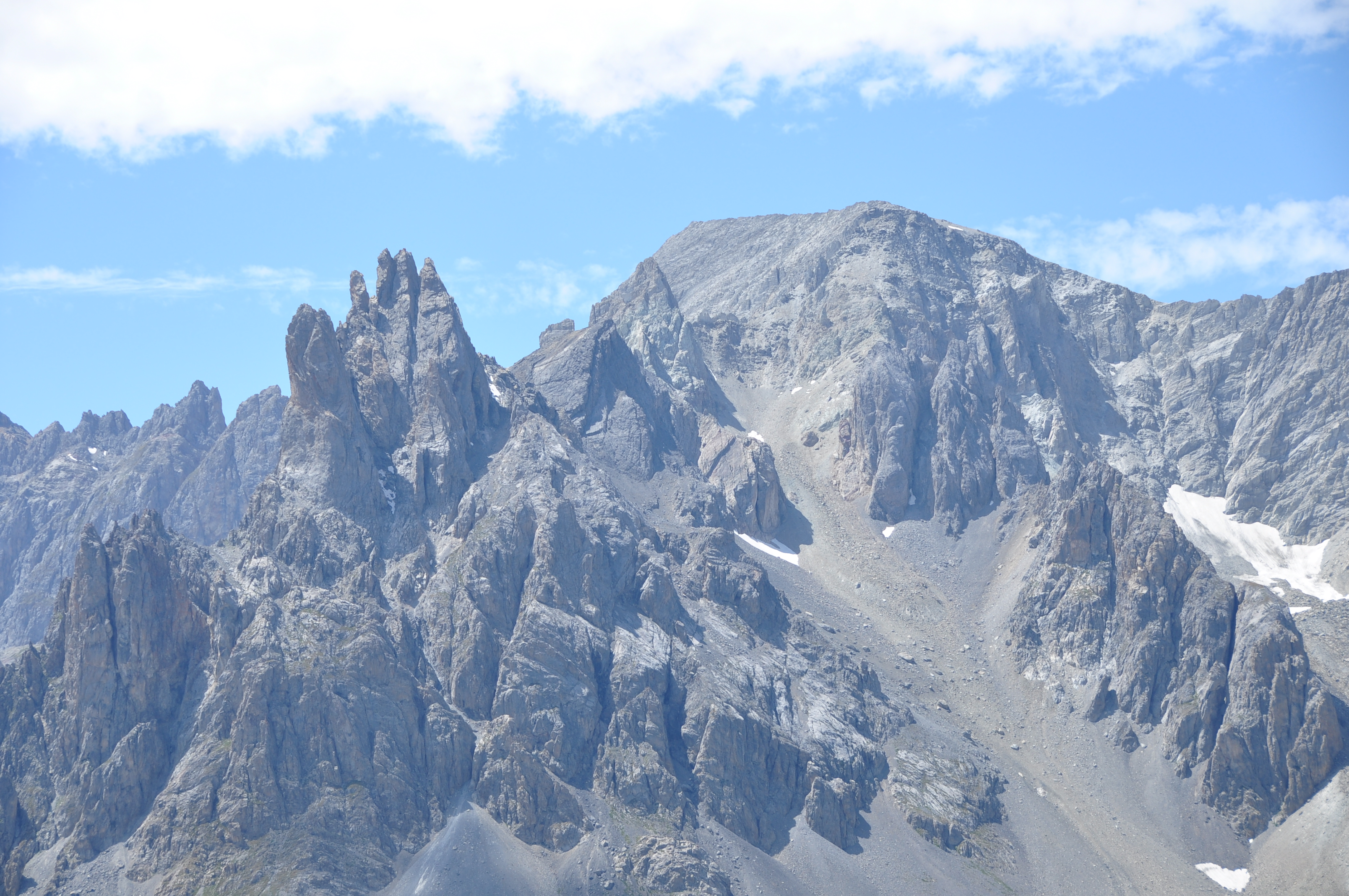
Pointe des Cerces

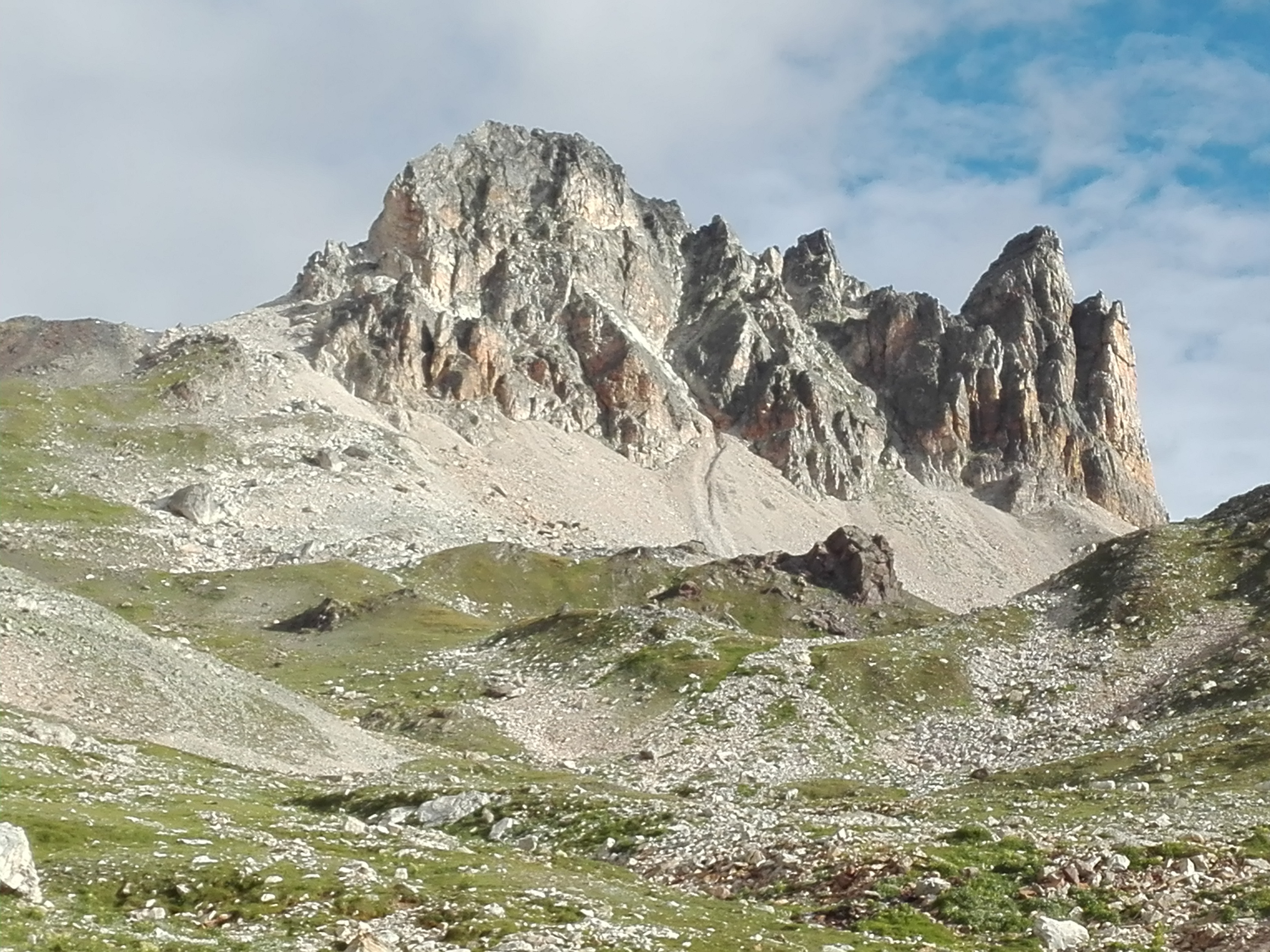
Cheval Blanc

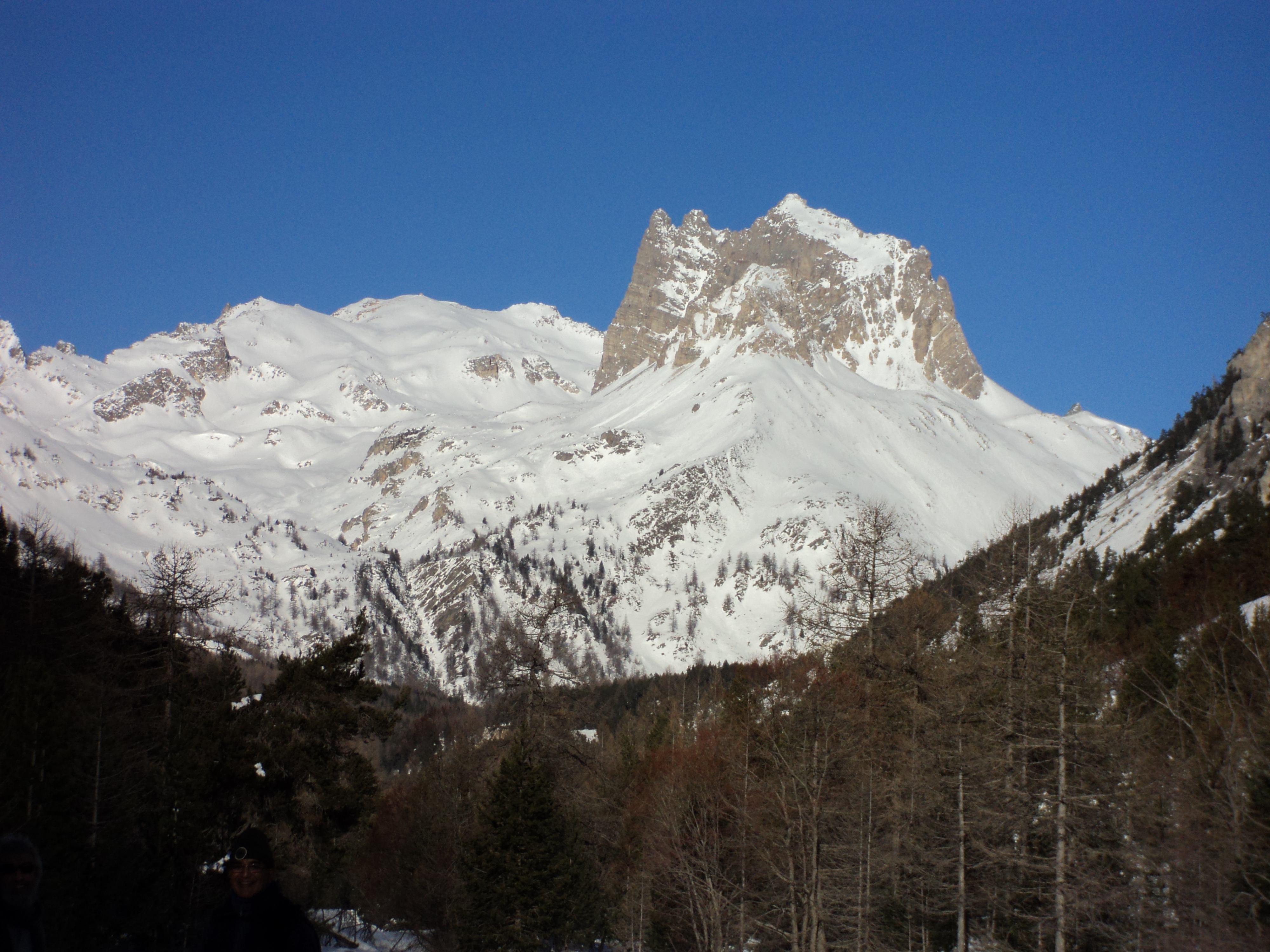
Grand Seru

Secondo le definizioni della SOIUSA la Catena Chaberton-Tabor-Galibier ha i seguenti limiti geografici: Colle del Galibier, torrente Valloirette, fiume Arc, Modane, Ruisseau du Charmaix, Colle di Valle Stretta, Valle Stretta, torrente Dora di Bardonecchia, alta Val di Susa, Colle del Monginevro, fiume Durance, torrente Guisane, Colle del Galibier. Essa raccoglie la parte occidentale delle Alpi del Moncenisio.

## Classificazione
La SOIUSA definisce la Catena Chaberton-Tabor-Galibier come un supergruppo alpino e vi attribuisce la seguente classificazione:
- Grande parte = Alpi Occidentali
- Grande settore = Alpi Sud-occidentali
- Sezione = Alpi Cozie
- Sottosezione = Alpi del Moncenisio
- Supergruppo = Catena Chaberton-Tabor-Galibier
- Codice =  I/A-4.III-A

## Suddivisione
La Catena Chaberton-Tabor-Galibier viene suddivisa in tre gruppi e otto sottogruppi:
- Gruppo del Chaberton (1)
  - Sottogruppo Chaberton-Clotesse (1.a)
  - Sottogruppo Mezzodì-Sueur (1.b)
- Gruppo del Monte Tabor (2)
  - Sottogruppo del Monte Tabor (2.a)
  - Cresta della Roche Chateau (2.b)
  - Sottogruppo dei Marches (2.c)
  - Sottogruppo Bissort-Sarrasins (2.d)
- Massiccio dei Cerces (3)
  - Cresta Grand Galibier-Moulinière-Cerces (3.a)
  - Cresta Grand Aréa-Roche Gauthier (3.b)

Il Gruppo del Chaberton raccoglie la parte sud-orientale della Catena Chaberton-Tabor-Galibier tra il Colle del Monginevro ed il Colle della Scala. Il Gruppo del Monte Tabor forma la parte nord della catena tra il Colle della Scala, il Colle di Valle Stretta ed il Col des Rochilles. Infine il Massiccio dei Cerces si trova a sud-ovest tra il Col des Rochilles ed il Colle del Galibier.

## Montagne
Le montagne principali appartenenti alla Catena Chaberton-Tabor-Galibier sono:
- Grand Galibier - 3.242 m
- Pic du Thabor - 3.207 m
- Monte Thabor - 3.178 m
- Monte Chaberton - 3.131 m
- Pointe des Cerces - 3.097 m
- Pointe de Terre Rouge - 3.080 m
- Pic de la Moulinière - 3.073 m
- Cheval Blanc - 3.020 m
- Rocca Gran Tempesta - 3.002 m
- Rocca di Chardonnet - 2.950 m
- Roche Chateau - 2.898 m
- Grand Seru - 2.889 m
- Punta Clotesse - 2.872 m
- Grand Aréa - 2.869 m
- Grand'Hoche - 2.762 m
- Roche Gauthier - 2.749 m
- Guglia del Mezzodì - 2.621 m
- Guglia Rossa - 2.548 m
- Monte Cotolivier - 2.105 m